# Телест
Телест (грец. Τελέστης) — цар Коринфа у 759 — 747 рр. до н. е., одинадцятий і останній володар з династії Гераклідів, син Аристомеда.
Втратив батька, коли ще був зовсім малим. Користуючись цим, престол захопив його дядько й опікун Агемон. Згодом Телест відновив свої права, усунувши від влади і вбивши сина Агемона Александра. Був, в свою чергу, вбитий родичами Аріеєм і Перантом, після чого царська влада у Коринфі була взагалі скасована і встановлено аристократичний режим Бакхіадів.